# Venda (S.20) jezici
Venda (S.20) jezici, jedna od šst podskupina centralnih bantu jezika u zoni S, koju čini zajedno s jezicima chopi (S.60), nguni (S.40), shona (S.10), sotho-tswana (S.30) i tswa-ronga (S.50). 
Obuhvaća jedan i istoimeni jezik venda ili chivenda, cevenda, tshivenda kojim govori preko 1.000.000 ljudi, od čega [ven] 980,000 (2006) u Južnoafričkoj Republici i 84,000 u Zimbabveu (1989). 

## Vanjske poveznice
- Ethnologue (14th)
- Ethnologue (15th)